# 布拉德·雅各布斯
布拉德·雅各布斯（英語：Brad Jacobs，1985年6月11日—），加拿大男子冰壶运动员。他曾代表加拿大获得2014年冬季奥运会冰壶比赛男子团体金牌。他也在2013年世界男子冰壶锦标赛上获得银牌。